# Прокудин-Горский, Сергей Михайлович
Серге́й Миха́йлович Проку́дин-Го́рский (18 (30) августа 1863, Фуникова Гора, Покровский уезд, Владимирская губерния, Российская империя — 27 сентября 1944, Париж, Франция) — русский фотограф, химик (ученик Дмитрия Менделеева), изобретатель, издатель, педагог и общественный деятель, член Императорского Русского географического, Императорского Русского технического и Русского фотографического обществ. Внёс значительный вклад в развитие фотографии и кинематографии. Пионер цветной фотографии в России, создатель «Коллекции достопримечательностей Российской империи».

## Биография
Происходил из дворянского рода Прокудиных-Горских. Отец, Михаил Николаевич, отслужив на Кавказе (в Тифлисском гренадерском полку), в 1862 году выйдя в отставку в чине подпоручика, женился.
Сергей Михайлович родился 18 (30) августа 1863 года в родовом имении Прокудиных-Горских Фуникова Гора в Покровском уезде Владимирской губернии. 20 августа (1 сентября) 1863 года он был крещён в ближайшей к имению церкви Архангела Михаила Архангельского погоста, на кладбище которой в 2008 году обнаружено надгробие полного тёзки — Сергея Михайловича Прокудина-Горского (1789—1841).
Три года (до 1886) учился в Александровском лицее, однако не окончил полного курса.
С октября 1886 по ноябрь 1888 года слушал лекции по естественному разделу на физико-математическом факультете Санкт-Петербургского университета.
С сентября 1888 по май 1890 года был слушателем Императорской Военно-медицинской академии, которую не окончил.
Изучал живопись в Императорской Академии художеств.
В мае 1890 года поступил на службу в Демидовский дом призрения трудящихся, в качестве его действительного члена. Это социальное учреждение для девочек из бедных семей было основано в 1830 году на средства известного мецената Анатолия Демидова и состояло в Ведомстве учреждений императрицы Марии Фёдоровны.
В 1890 году женился на Анне Александровне Лавровой (1870—1937) — дочери русского металловеда и директора товарищества гатчинских колокольных, медеплавильных и сталелитейных заводов Лаврова. Сам Прокудин-Горский стал директором правления на предприятии своего тестя.
В 1897 году начал делать доклады о технических результатах своих фотографических исследований Пятому отделу Императорского русского технического общества (ИРТО). Продолжал эти доклады до 1918 года. В 1898 году стал членом Пятого фотографического отдела ИРТО и выступил с сообщением «О фотографировании падающих звёзд». Уже в то время являлся российским авторитетом в области фотографии, ему была поручена организация курсов практической фотографии при ИРТО. В 1898 году опубликовал первые книги из серии работ по техническим аспектам фотографии: «О печатании с негативов» и «О фотографировании ручными фотоаппаратами». В 1900 году Русское техническое общество показало чёрно-белые фотографии Прокудина-Горского на Всемирной Парижской выставке.
2 августа 1901 года в Петербурге открылась «фотоцинкографическая и фототехническая мастерская» Прокудина-Горского, где в 1906—1909 годах располагалась лаборатория и редакция журнала «Фотограф-любитель», в котором он опубликовал серию технических статей о принципах воспроизведения цвета.
В 1902 году в течение полутора месяцев обучался в фотомеханической школе в Шарлоттенбурге под руководством доктора Адольфа Мите. Последний в том же 1902 году создал свою модель камеры для цветной съёмки и проектор для демонстрации цветных снимков на экране. 13 декабря 1902 года впервые объявил о создании цветных диапозитивов по методу трёхцветной фотографии Мите, а в 1905 году запатентовал свой сенсибилизатор, значительно превосходивший по качеству аналогичные разработки иностранных химиков, в том числе сенсибилизатор Мите. Состав нового сенсибилизатора делал бромосеребряную пластину одинаково чувствительной ко всему цветовому спектру.
В 1903 году опубликовал брошюру «Изохроматическое фотографирование ручными фотоаппаратами».

### Начало съёмок
Точная дата начала цветных съёмок Прокудиным-Горским в Российской империи не установлена. Наиболее вероятным является факт, что первая серия цветных снимков была сделана в ходе поездки по Великому княжеству Финляндскому в сентябре — октябре 1903 года, где были сделаны фотографии Нейшлота, Выборга, Вильманстранда, Сайменского канала и Сайменского озера.
В 1904 году снимал цветные фотографии Дагестана (апрель), Черноморского побережья (июнь) и Лужского уезда Санкт-Петербургской губернии (декабрь).
В апреле — сентябре 1905 года совершил первую большую фотопоездку по Российской империи, в ходе которой снял около 400 цветных фотографий Кавказа, Крыма и Украины (включая 38 видов Киева). Все эти снимки планировал издать в виде фотооткрыток по договору с благотворительной Общиной Святой Евгении. Однако из-за политических потрясений в стране и вызванного ими финансового кризиса договор был расторгнут в том же 1905 году, и свет увидели лишь около 90 открытых писем.
С апреля по сентябрь 1906 года провёл много времени в Европе, участвуя в научных конгрессах и фотовыставках в Риме, Милане, Париже и Берлине. Получил золотую медаль на Международной выставке в Антверпене и медаль за «Лучшую работу» в области цветной фотографии от фотоклуба в Ницце.
В декабре 1906 года первый раз отправился в Туркестан: для фотографирования солнечного затмения 14 января 1907 года (1 января 1907 по старому стилю) в горах Алая близ станции Черняево (ныне Хаваст) над Сулюктинскими копями. Хотя затмение не удалось запечатлеть из-за облачности, в январе 1907 года сделал много цветных снимков Самарканда и Бухары, Голодной Степи.
21 сентября 1907 года было сделано сообщение о произведённых им исследованиях пластинок «Автохром» братьев Люмьер для цветной фотографии, после доклада и обсуждения были проектированы цветные диапозитивы Ермилова Н. Е., Шульц, Натомб и др.
В мае 1908 года ездил в Ясную Поляну, где сделал серию снимков (более 15), в том числе несколько цветных фотографических портретов Льва Толстого. В своих записях Прокудин-Горский отметил, что писатель «особенно живо интересовался всеми новейшими открытиями в различных областях, а равно и вопросом передачи изображения в истинных цветах». Кроме того, известны два фотопортрета Фёдора Шаляпина, сделанных Прокудиным-Горским, в сценических костюмах. По некоторым сведениям, Прокудин-Горский фотографировал также членов царской семьи, но эти фотоснимки обнаружить пока не удалось; возможно, они безвозвратно утрачены.
30 мая 1908 года в залах Академии художеств прошёл показ цветных проекций фотографий Прокудина-Горского. Его снимки древних ваз — экспонатов Эрмитажа — впоследствии были использованы для реставрации их утраченного цвета.
Выступал с лекциями о своих достижениях в области цветной фотографии, используя диапозитивы, в Императорском Русском техническом обществе, Петербургском фотографическом обществе и в других учреждениях города.
В это время задумал проект: запечатлеть в цветных фотографиях современную ему Россию, её культуру, историю и модернизацию. Прокудин-Горский в мае 1909 года получил аудиенцию у императора Николая II, который поручил ему заснять всевозможные стороны жизни всех областей, составлявших тогда Российскую империю. Для этого фотографу был выделен специально оборудованный железнодорожный вагон. Для работы на водных путях правительство выделило небольшой пароход, способный идти по мелководью, с командой, а для реки Чусовой — моторную лодку. Для съёмок Урала и Уральского хребта в Екатеринбург был прислан автомобиль «Ford». Прокудину-Горскому были выданы царской канцелярией документы, дававшие доступ во все места империи, а чиновникам было предписано помогать Прокудину-Горскому в его путешествиях.
Все съёмки проводил на свои средства, которые постепенно истощились.

… работа моя была обставлена очень хорошо, то с другой, она была очень трудна, требовала огромного терпения, знания, опыта и часто больших усилий.

… Делать снимки приходилось в самых различных и часто очень трудных условиях, а затем вечером надо было снимки проявить в лаборатории вагона, и иногда работа затягивалась до поздней ночи, особенно если погода была неблагоприятна и нужно было выяснить, не окажется ли необходимым повторить съёмку при другом освещении прежде, чем уехать в следующий намеченный пункт. Затем с негативов там же в пути делались копии и вносились в альбомы.
В 1909—1916 годах объездил значительную часть Российской империи, фотографируя старинные храмы, монастыри, заводы, виды городов и разнообразные бытовые сцены.
В марте 1910 года состоялось первое представление царю фотографий водного пути Мариинского канала и промышленного Урала, сделанных Прокудиным-Горским. В 1910—1912 годах в рамках запланированной фотографической экспедиции по Камско-Тобольскому водному пути совершил большое путешествие по Уралу. В январе 1911 года прочитал в Академии художеств в Петербурге лекцию «Достопримечательности по Мариинскому водному пути и Верхней Волге, и несколько слов о важности цветной фотографии». В 1911 году Прокудин-Горский дважды совершил фотоэкспедиции в Туркестан, снимал памятники в Ярославской и Владимирской губерниях.
В 1911—1912 годах к празднованию столетия победы в Отечественной войне 1812 года фотографировал места, связанные с Наполеоновской кампанией в России, посетив Бородинское поле, Малоярославец, Смоленск, Красный, Ковно.
В 1912 году фотографировал Камско-Тобольский водный путь и Оку. В том же году закончилась официальная поддержка проекта Прокудина-Горского по фотообзору России. В 1913—1914 годах участвовал в создании акционерного общества «Биохром», которое, в числе прочего, предлагало услуги по цветной фотографии и по печатанию чёрно-белых и цветных фотографий.
В последующие годы в Самарканде Прокудин-Горский испытал изобретённый им киноаппарат для цветной киносъёмки. Впрочем, качество снятого фильма оказалось неудовлетворительным. Считается, что с началом Первой мировой войны Прокудин-Горский создавал фотохронику боевых действий (в настоящее время не найдено документальных подтверждений этому), но впоследствии был вынужден отказаться от дальнейших фотографических опытов и занялся цензурой прибывающих из-за границы кинематографических лент, анализом фотопрепаратов и обучением экипажей самолётов аэрофотосъёмке.
Летом 1916 года Прокудин-Горский совершил свою последнюю фотоэкспедицию — сфотографировал недавно построенный южный участок Мурманской железной дороги и Соловецкие острова. Официальная поддержка проекта Прокудина-Горского по фотообзору России временно возобновилась.

### Судьба после революции
Вскоре после Октябрьской революции 1917 года Прокудин-Горский участвовал в создании Высшего института фотографии и фототехники (ВИФФ), который был официально учреждён декретом от 9 сентября 1918 года, уже после отъезда Прокудина-Горского за границу. Его последняя коллекция фотографий демонстрировалась в России 19 марта 1918 года в Зимнем дворце.
В 1920—1922 годах Прокудин-Горский написал серию статей для «Британского журнала по фотографии» и получил патент на «фотоаппарат для цветной кинематографии».
Переехав в 1922 году в Ниццу, Прокудин-Горский работал вместе с братьями Люмьер. До середины 1930-х годов занимался просветительской деятельностью во Франции и даже собирался сделать новую серию фотографий художественных памятников Франции и её колоний. Эта идея частично была реализована его сыном Михаилом Прокудиным-Горским.
Скончался в Париже спустя несколько недель после освобождения города от немецких войск союзниками. Похоронен на русском кладбище Сент-Женевьев-де-Буа.

## Технология
Технология цветоделения, которой пользовался Прокудин-Горский для получения цветных фотографий, была изобретена Джеймсом Максвеллом ещё в 1855 году, и впервые реализована Томасом Саттоном 17 мая 1861 года. Съёмка велась по очереди через цветные светофильтры синего, зелёного и красного цветов, после чего получались три чёрно-белых негатива, пригодные для аддитивной проекции на экран. Главная сложность заключалась в невозможности получения зелёной и красной составляющих изображения из-за узкого диапазона естественной спектральной чувствительности фотоматериалов, качественно регистрирующих только сине-фиолетовое излучение. Возможность оптической сенсибилизации к длинноволновой части видимого спектра была открыта в 1873 году Германом Фогелем, получившим первую ортохроматическую эмульсию. Однако красный сенсибилизатор пинацианол был получен Бенно Гомолкой лишь в 1905 году, а выпуск первых панхроматических фотопластинок начат Рэттеном и Уэйнрайтом год спустя.
Вплоть до этого момента фотографы, занимавшиеся цветной съёмкой, сенсибилизировали фотопластинки к красному цвету самостоятельно, и далеко не всем удавалось получить полноценное отображение красного цвета при достаточно коротких выдержках. Вклад Прокудина-Горского в технологию заключался в разработке собственных методов сенсибилизации фотоэмульсии, более удачных, чем иностранные. Состав нового сенсибилизатора, запатентованного фотографом, повышал равномерность светочувствительности бромосеребряной пластины ко всему видимому спектру, исключая удлинение выдержки за красным светофильтром. «Петербургская газета» сообщила в декабре 1906 года, что, совершенствуя чувствительность своих пластин, исследователь предполагает демонстрировать «моментальные снимки в натуральных цветах, что представляет большой успех, так как до сего времени никем не получено».
Во время обучения в Германии в фотохимической школе в Шарлоттенбурге Прокудин-Горский стал свидетелем первой демонстрации цветных фотографий, устроенной преподавателем Адольфом Мите 9 апреля 1902 года. Немецкий изобретатель показал первые снимки, полученные разработанным только что фотоаппаратом, изготовленным в мастерских Вильгельма Бермполя. Впоследствии эта же камера системы Мите-Бермполя использовалась русским фотографом для большинства съёмок. В специальной кассете перед фотопластинкой формата 8×24 сантиметра размещались три светофильтра основных цветов. Кассета свободно двигалась по вертикальным направляющим, фиксируясь с помощью замка в трёх положениях, соответствующих разным экспозициям при цветоделении. После первой экспозиции замок освобождался пневматическим приводом с грушей, и кассета под собственной тяжестью автоматически сдвигалась вниз на треть высоты. В результате в кадровое окно вдвигалась неэкспонированная часть фотопластинки, расположенная за следующим светофильтром. После второй экспозиции кассета тем же способом сдвигалась ещё ниже. Привод замка кассеты и фотозатвора был общим, снижая риск сдвига фотоаппарата между экспозициями. Для съёмки по такой технологии были пригодны и обычные фотоаппараты, но ручная перезарядка кассет увеличивала риск смещения между экспозициями, а раздельные негативы затрудняли последующее совмещение частичных изображений.
С полученного тройного цветоделённого негатива контактным способом печатался тройной диапозитив, а для просмотра использовался проекционный «Хромоскоп», изобретённый Луи дю Ороном в 1868 году. Прибор представлял собой диапроектор с тремя объективами, расположенными перед тремя кадрами на фотопластинке. Каждый кадр проецировался через светофильтр того же цвета, что и использованный во время съёмки. При аддитивном сложении трёх частичных цветоделённых изображений на экране получалось полноцветное изображение.
Прокудин-Горский внёс вклад в два существующих на тот период направления усовершенствования цветной фотографии: уменьшения выдержки (по своему методу Прокудину-Горскому удалось сделать возможной экспозицию за секунду) и разработке технологии тиражирования снимка на открытках. Со своими идеями он выступал на международных конгрессах по прикладной химии.
Несмотря на технологическую сложность, Прокудин-Горский предпочёл раздельную съёмку популярному уже в 1907 году «Автохрому» из-за лучшей цветопередачи и высокого качества безрастрового изображения. Чёрно-белый цветоделённый негатив, в отличие от автохромного диапозитива, получаемого в единственном экземпляре, позволял тиражировать цветные фотографии, в том числе типографским методом фототипии. По прошествии времени проявилось ещё одно преимущество раздельного метода — более высокая долговечность желатиносеребряного изображения, состоящего из серебра, а не красителей. До сегодняшнего дня цветоделение на раздельные чёрно-белые негативы считается наиболее надёжным способом хранения цветных изображений и используется в цветном кинематографе для архивных целей.
Совместно с Сергеем Максимо́вичем работал над технологией цветного кино, близкой к процессу «Кинемаколор». По собственному методу произвёл экспериментальную съёмку в Туркестане в 1911 году. Для развития цветного кинематографа и цветной печати при его участии в 1914 году несколькими крупными промышленниками было учреждено акционерное общество «Биохром», которому были переданы имущественные права на коллекцию Прокудина-Горского. Накануне Первой мировой войны продолжал исследования и добился новых успехов. Запатентовал в Германии, Англии, Франции и Италии способ изготовления дешёвых цветных плёночных диапозитивов для кинематографии.
В 1922 году получен английский патент на зеркально-призменную оптическую систему для цветоделения при одновременной фотосъёмке.
При помощи пигментной фотопечати цветное изображение с цветоделённых фотопластинок можно было получить на бумаге. Типографское тиражирование было доступно способом трёхцветной фототипии, запатентованной в 1888 году. До 1917 года в России были напечатаны более сотни цветных фотографий Прокудина-Горского, из которых 94 в виде фотооткрыток, и значительное число — в книгах и брошюрах. Так, в книге П. Г. Васенко «Бояре Романовы и воцарение Михаила Фёдоровича на царство» (СПб., 1913) были напечатаны 22 высококачественные цветные репродукции фотографий Прокудина-Горского, в том числе снимки, сделанные в Москве. К 1913 году новейшая технология офсетной печати позволяла печатать цветные фотографии Прокудина-Горского почти в современном качестве (см. «Русское народное искусство на Второй Всероссийской кустарной выставке в Петрограде в 1913 г.» — Петроград, 1914). Некоторые цветные фотографии Прокудина-Горского были изданы в большом формате в виде «настенных картин» (например, портрет Л. Толстого). Точное число напечатанных в России до 1917 года цветных фотографий Прокудина-Горского пока остаётся неизвестным.

## Хронология жизни Прокудина-Горского
- 1878 год. По инициативе Дмитрия Менделеева был организован V фотографический отдел Императорского Русского Технического Общества.
- 1889—1891 годы. Прохождение практики в фотохимических лабораториях, знакомство с работой Адольфа Мите и Эдма Жюля Момена.
- 1897 год. Начинает делать доклады о технических результатах своих фотографических исследований Пятому отделу Императорского русского технического общества (ИРТО) (он продолжит эти доклады до 1918 года).
- 1898 год. Публикует первые книги из серии работ по техническим аспектам фотографии: «О печатании с негативов» и «О фотографировании ручными фотоаппаратами»
- 1898 год. Представляет свою работу «О фотографировании падающих звёзд (Звёздных дождей)» в Императорском русском техническом обществе где его принимают в члены фотографического отдела.
- 1900 год. Императорское Русское Техническое общество показывает чёрно-белые фотографии Прокудина-Горского на Всемирной Парижской выставке.
- 1901 год. В Санкт-Петербурге на Большой Подьяческой, д. 22 открывается «фотоцинкографическая и фототехническая мастерская» Прокудина-Горского, в этом доме в течение 10 лет будет жить семья Прокудиных-Горских.
- 1903 год. Публикация брошюры «Изохроматическое фотографирование ручными фотоаппаратами».
- 1904 год. Съёмка цветных фотографий в Великом княжестве Финляндском и Лужском уезде Санкт-Петербургской Губернии.
- 1905 год. Предпринимает первое большое фотопутешествие по России, в ходе которого снимает виды Кавказа, Крыма и Малороссии.
- 1906 год. Становится редактором Петербургского журнала «Фотограф-любитель» и остаётся на этой должности до 1909 года. Он пишет серию технических статей о принципах воспроизведения цвета.
- 1906 год. Пролучает золотую медаль на Международной выставке в Антверпене и медаль за «Лучшую работу» в области цветной фотографии от фотоклуба в Ницце
- 1907 год. Производство множества цветных снимков Самарканда и Бухары, Голодной Степи.
- 1908 год. Прокудин-Горский задумывает и разрабатывает план путешествия по Российской империи с использованием фотоаппарата, который экспонирует одну продолговатую пластинку три раза в быстрой последовательности через три фильтра различного цвета. С помощью проектора его же конструкции, соединяющего три изображения в одно, получается цветное комбинированное изображение.
- 1908 год. Выступает с лекциями о своих достижениях в области цветной фотографии, используя диапозитивы, в Императорском русском техническом обществе, Петербургском фотографическом обществе, и в других учреждениях города.
- Май 1908 года. Прокудин-Горский фотографирует Льва Толстого в Ясной Поляне.
- 1908 год. Проведение несколько лекций с использованием проекций цветных диапозитивов, в том числе и Великому Князю Михаилу Александровичу, который способствует представлению Прокудина-Горского императору Николаю II.
- Май 1909 года. Николай II приглашает Прокудина-Горского выступить с показом диапозитивов перед Императорским двором в Царском Селе. Прокудин-Горский получает официальную поддержку своему плану провести фотообзор Российской империи.
- Лето-осень 1909 года. Фотопутешествие по водному пути Мариинского канала, посещение южных уездов Олонецкой губернии, промышленной части Урала.
- 1915 год. Путешествие по строящейся Мурманской железной дороге. Сделано более 120 снимков дороги, достопримечательностей Олонецкой губернии и Петрозаводска.
- 1918 год. Эмиграция в Европу.
- 1922 год. Прокудин-Горский получает английский патент на оптическую систему для получения одним экспонированием трёх негативов через светофильтры.

## Судьба коллекции Прокудина-Горского
Прокудин-Горский не был единственным, кто снимал цветные фотографии в России до 1917 года. Однако только он один использовал метод цветоделения (метод Адольфа Мите). Другие фотографы делали цветную съёмку по иной технологии — методу автохрома (например, профессор Ермилов Н. Е., генерал Вишняков, фотографы Яков Штейнберг, Николай Петров, Анатолий Трапани). Этот метод был проще в применении, но давал довольно зернистое изображение, краски которого быстро выцветали. Кроме того, только коллекция Прокудина-Горского была сделана (и сохранилась) в таком значительном объёме. Уцелевшая часть коллекции фотографий Прокудина-Горского была куплена у его наследников за пять тысяч долларов в 1948 году Библиотекой Конгресса США и долгое время (до 1980 года) оставалась неизвестной широкой публике.

### Компьютерная обработка фотографий Прокудина-Горского
Многие фотографии Прокудина-Горского до революции были опубликованы на почтовых открытках и в качестве иллюстраций в книгах. Однако технология типографского воспроизведения цветных изображений с цветоделённых негативов была в то время достаточно сложной, а результаты не отличались высоким качеством.
Развитие компьютерных технологий обработки изображений в конце XX века позволило обработать эти снимки и показать виды имперской России в цвете.
В июле 1991 года была впервые составлена компьютерная база данных снимков Прокудина-Горского, которая продолжала затем пополняться и изменяться.
В 2000 году компания JJT по контракту с Библиотекой Конгресса США выполнила сканирование всех 1902 стеклянных негативов из коллекции Прокудина-Горского. Сканирование выполнялось в режиме Grayscale c 16-битной глубиной цвета и разрешением свыше 1000 dpi. Файлы с отсканированными изображениями имеют размер около 70 Мбайт. Все эти файлы размещены на сервере Библиотеки Конгресса и находятся в бесплатном доступе. Отсканированные изображения инвертированы (преобразованы в позитивы цифровыми методами).
В 2001 году Библиотека Конгресса открыла выставку «Империя, которой была Россия». Для неё были отобраны 122 фотографии и с помощью компьютера восстановлены цветные изображения.
Сотрудники, подготавливавшие цветные фотографии для выставки, столкнулись с техническими трудностями. При совмещении в растровом графическом редакторе трёх цветовых каналов в одном месте кадра (например, в центре) наблюдались расслоения цветных контуров в других его частях. Причины таких несовпадений цветных изображений не вполне понятны: возможно, они вызваны хроматической аберрацией объектива и небольшими неоднородностями толщины светофильтров, использовавшихся при съёмке. Для точного совмещения контуров изображений в цветовых каналах недостаточно перемещений и поворотов этих изображений: необходимо подвергнуть их небольшим деформациям. Ручное выполнение этих деформаций — процесс достаточно долгий и трудоёмкий. Кроме того, полученные изображения нуждались в цветокоррекции, которая проводилась вручную профессиональным фотографом на основании его опыта и вкуса.
Восстановление сохранившихся цветных изображений коллекции Прокудина-Горского было выполнено в российской Лаборатории цифровых технологий в реставрации Научного совета по кибернетике Российской Академии Наук и реставрационного центра «Реставратор-М» под руководством Виктора Минахина. Для этой цели было разработано специальное программное обеспечение, позволяющее выполнить совмещение цветовых контуров изображения по всему полю кадра с точностью до одного пикселя. Для поиска оптимального преобразования использовался численный алгоритм Левенберга — Марквардта. Результаты этой работы — 1902 отпечатанных цветных изображения — были показаны на выставке «Достопримечательности России в натуральных цветах: весь Прокудин-Горский, 1905—1916», проходившей 19 ноября 2003 года — 8 февраля 2004 года в Государственном музее архитектуры в Москве. Их можно также видеть на сайте «Мир 1900—1917 в цвете».
При фотографировании по методу Прокудина-Горского отдельные снимки делались не одновременно, а с некоторым промежутком времени. Вследствие этого движущиеся объекты: текущая вода, движущиеся по небу облака, дым, качающиеся ветки деревьев, движения лиц и фигур людей в кадре и т. д. воспроизводились на фотографиях с искажениями, в виде смещённых разноцветных контуров. Эти искажения крайне сложно исправлять вручную. В 2004 году Библиотекой Конгресса был заключён контракт с американским программистом Блезом Агуэра-и-Аркасом на разработку инструментов для устранения артефактов, вызванных смещением объектов в процессе съёмки.
Всего американская часть коллекции Прокудина-Горского (переданная его родственниками в Библиотеку Конгресса США) насчитывает 1902 тройных негатива и 2448 чёрно-белых отпечатков в контрольных альбомах (в совокупности — около 2600 оригинальных изображений). Работы по совмещению отсканированных тройных негативов и реставрация полученных таким путём цветных цифровых изображений продолжаются по сегодняшний день. Для каждого из негативов имеются следующие цифровые файлы: один из трёх чёрно-белых кадров фотопластинки (размер около 10 Мбайт); фотопластинка целиком (размер около 70 Мбайт); цветное изображение грубого совмещения, без точного сведения деталей по всей площади (размер около 40 Мбайт). Для части негативов подготовлены также цветные изображения со сведёнными деталями (размер файлов около 25 Мбайт). Для всех этих изображений имеются файлы уменьшенного разрешения размером 50—200 Кбайт для быстрого доступа в ознакомительных целях. Кроме того, на сайте находятся сканы страниц контрольных альбомов Прокудина-Горского и отсканированные с высоким разрешением те фотографии из этих альбомов, для которых нет стеклянных негативов. Все перечисленные файлы доступны всем желающим на сайте Библиотеки Конгресса США. Для поиска и/или последовательного просмотра изображений имеется страница поиска.
После появления в свободном доступе на сайте Библиотеки Конгресса отсканированных фотопластинок Прокудина-Горского в России возник Народный проект восстановления наследия Прокудина-Горского. Всего было восстановлено 404 фотографии.
В 2007 году в рамках проекта «Российская империя в цвете» издательства Белорусского экзархата были разработаны специальный алгоритм и программа для совмещения трёхкомпонентных фотографий Прокудина-Горского. Это позволило совместить все снимки и выложить их на всеобщее обозрение на сайте «Российская империя в цвете». Поскольку некоторые стеклянные пластины были повреждены, полученные после совмещения фотографии были подвергнуты ретуши для восстановления первоначального изображения, где это возможно. Эта ретушь не привнесла ничего нового и ничего не уничтожила, её целью являлась только реставрация исходного изображения. Специализированное программное обеспечение позволяет осуществлять совмещение цветовых компонент изображений с точностью до одного пикселя и без потери качества, что делает возможной допечатную подготовку полученных цветных изображений. Результатом математической обработки трёхкомпонентных изображений, ретуши и систематизации фотографий явился альбом «Российская империя в цвете». В этом альбоме опубликована часть наиболее интересных и живописных фотографий, сделанных художником-фотографом во время путешествий по Владимирской и Ярославской губерниям. Издательством Белорусского Экзархата планируется выпустить ещё несколько альбомов.

## Изучение жизни и творческого наследия Прокудина-Горского
Начало изучению жизни и творчества Прокудина-Горского на его родине было положено С. П. Гараниной (ныне профессор кафедры книговедения Московского государственного университета культуры и искусств), у которой ещё в 1970 году вышла статья «Л. Н. Толстой на цветном фото». С тех пор С. П. Гараниной были опубликованы многочисленные работы по данной теме в периодической печати, включающие подробную биографию Прокудина-Горского, а также некоторые архивные документы. Итогом этих исследований стал альбом-монография «Российская империя Прокудина-Горского. 1905—1916» (М.: Красивая страна, 2006).
Имя Прокудина-Горского стало известно широкой публике только в 1980 году, когда в издательстве Dial Press (Нью-Йорк) вышел альбом «Photographs for the Tsar. The pioneering color photography of Sergei Mikhailovich Prokudin-Gorskii, commissioned by Tsar Nicholas II». Книга на 234 страницах содержала несколько сотен фотографий из собрания Библиотеки Конгресса и 21 библиографический источник. Альбом подготовил и написал к нему предисловие и послесловие профессор Ганнонского университета (Эри,Пенсильвания) доктор Robert H.Allshouse. Впоследствии часть иллюстраций была издана сувенирной брошюрой как набор открыток.
Профессор Allshouse нашел эту коллекцию и обнародовал её, по сути открыв заново. При подготовке альбома профессор много общался с дочерью Прокудина-Горского г-жой Hélène Soussaline и её сыном, Dr. Michel Soussaline, которые предоставили записки Прокудина-Горского, его рукописи и изображения.
В Москве с 1994 года в Центре цифровых технологий в реставрации Научного совета по комплексной проблеме «Кибернетика» РАН составлялась база изобразительных и письменных источников по «Коллекции достопримечательностей России» и Прокудину-Горскому. Научное описание «американской» части фотографического наследия Прокудина-Горского в работе «„Коллекция достопримечательностей России“ в Библиотеке Конгресса» дал В. В. Минахин (ныне заместитель директора по науке Научно-реставрационного центра «Реставратор-М»), занимающийся исследованиями по данной теме с начала 1990-х годов.
В Санкт-Петербурге исследованием творчества Прокудина-Горского занимается искусствовед А. В. Носков, основное внимание уделяющий истории издания открытых писем по снимкам мастера. В серии публикаций (в журнале коллекционеров открыток «ЖУК», лужской районной газете «Провинциальные новости») А. В. Носков осветил ранний период деятельности Прокудина-Горского (1904—1905 годы) на основе недавно обнаруженных им архивных документов.
В США изучением деятельности Прокудина-Горского занимался Роберт Оллсхаус (Robert H. Allshouse), который составил первую биографию учёного для альбома-монографии «Фотографии для царя: Пионер цветной фотографии Сергей Михайлович Прокудин-Горский, уполномоченный царём Николаем II» (NY, Doubleday, 1980). Несмотря на допущенные серьёзные фактологические ошибки, это биографическое исследование на многие годы стало главным источником информации о Прокудине-Горском для англоязычных читателей и нередко цитируется в современных русскоязычных публикациях.
В 2008 году для изучения жизни и творчества Прокудина-Горского, а также для поиска пропавших частей его коллекции, на краеведческом сайте «Храмы России» был создан Открытый общественный проект «Наследие С. М. Прокудина-Горского». В рамках этого проекта идентифицировано и атрибутировано более 300 фотографий из коллекции, обнаружены ранее неизвестные широкой публике цветные фотографии Прокудина-Горского, напечатанные в России до 1917 года (в том числе ряд снимков, сделанных в Москве), опубликованы малоизвестные архивные документы. На форуме проекта обсуждаются различные вопросы: приёмы восстановления фотографий Прокудина-Горского, создание панорам из его снимков, фотосравнений, датировка работ, исправление ошибок в атрибуции, составление библиографии и др.
В том же 2008 году был открыт проект петербургского исследователя С. Прохорова «Цветные фотографии С. М. Прокудина-Горского» (1902—1915). Автор этого сайта ставит своей основной задачей представить все сохранившиеся снимки Прокудина-Горского в систематизированном виде с комментариями. Для удобства посетителей на сайте имеется географический рубрикатор, позволяющий быстро найти фотографии, сделанные в конкретном месте или области. С. Прохоров также провёл значительную работу по идентификации работ Прокудина-Горского.
28 ноября 2010 года в краеведческом музее Киржача открылась постоянная экспозиция «Пионер цветной фотографии С. М. Прокудин-Горский и история рода Прокудиных-Горских».
25 сентября 2016 года в Романовской школе в Москве был открыт первый в мире музей С. М. Прокудина-Горского.

## Фильмы о Прокудине-Горском
- The Tsar’s Last Picture Show для BBC Four (документальный, 2003).
- «Альбом для царевича. Фотограф С. Прокудин-Горский». ООО «Синемедиа», Автор: Е. Головня. Продюсер: Б. Грачевский (документальный, 2004).
- «Цвет времени». Режиссёр: Константин Касатов (документальный, 2007).
- «История в цвете». Режиссёр Иван Мартынов (документальный, 2009).
- «Россия в цвете». Режиссёр: Владимир Мелетин (документальный, 2010)[37].
- «Инвентаризация Родины… по следам Прокудина-Горского». Режиссёр: Бен ван Лисхаут[вд] (Голландия). Съёмки начаты в 2011 году[38].
- «Цвет нации». Автор: Леонид Парфёнов (документальный, 2013)[39]. Телевизионная премьера фильма состоялась на Первом канале 12 июня 2014 года[40].

## Галерея фотографий
- Сейид Алим-хан (1880—1944), эмир Бухары. 1907
- Армянка из Артвина в национальном костюме. Между 1909 и 1912 годом.
- Молодые русские крестьянки недалеко от реки Шексна. 1909
- Нило-Столобенская пустынь на озере Селигер. 1910
- Вход в Никольскую церковь в Макарьевском монастыре. 1910
- Машинный зал Гиндукушской ГЭС на реке Мургаб. 1911
- Борисоглебские слободы. Башни и стена Борисоглебского монастыря. 1911
- Иконостас православной церкви в Смоленске. 1912
- Автопортрет Прокудина-Горского (полная версия). 1912
- Вид на Сухум. 1912
- Сухум. Victoria Regia. Первый раз в Европе выведена на воздухе. Посажена в июне 1912 г. Ботанич. сад в Сухуме
- Гагры. Пристань. 1905—1915
- Новая гостиница в Гаграх. 1905—1915
- На дрезине недалеко от Петрозаводска на Мурманской железной дороге. 1916
- Австро-венгерские военнопленные у барака. Карелия. 1916
- Вид с колокольни Троицкого собора (одноимённого мужского монастыря) на Соборную площадь Белгорода во время торжеств прославления Святителя Иоасафа Белгородского 4 сентября 1911 года Белгород. 1911
- Успенский собор и колокольня. 1910—1911

Коллекция фотографий Прокудина-Горского доступна для свободного просмотра на сайте Библиотеки Конгресса США. Кроме того, реализована возможность поиска в коллекции на русском языке. Фотографии, разобранные по административному делению Российской империи, доступны на сайте «Российская империя в цвете». Географический каталог фотографий в современном административно-территориальном делении и интерактивная карта путешествий Прокудина-Горского составляются в рамках проекта «Наследие».

## Семья
Сводный брат Владимир Михайлович Прокудин-Горский был женат на Наталье Ивановне Прокудиной-Горской, в девичестве — Флоринской, дочери архитектора Ивана Флоринского.